# Pachyneuron bonum
Pachyneuron bonum är en stekelart som beskrevs av Xu och Li 1991. Pachyneuron bonum ingår i släktet Pachyneuron och familjen puppglanssteklar. Inga underarter finns listade i Catalogue of Life.